# Sciapan Sucharenka
Sciapan Mikałajewicz Sucharenka (biał. Сцяпан Мікалаевіч Сухарэнка; ros. Степан Николаевич Сухоренко, Stiepan Nikołajewicz Suchorienko; ur. 27 stycznia 1957 w obwodzie homelskim) – białoruski działacz państwowy i dyplomata, były szef białoruskiego KGB, od sierpnia 2008 ambasador w Armenii.
W 1980 ukończył studia w Białoruskim Instytucie Politechnicznym, następnie kształcił się na Wyższych Kursach KGB ZSRR w Mińsku (1984–1985). W latach 1980–1984 zatrudniony w fabryce ceramiki w Mińsku, w 1985 podjął pracę w Komitecie Bezpieczeństwa Państwowego w Mińsku, którą kontynuował również po rozpadzie Związku Sowieckiego. W latach 1997–1998 i 2000–2005 był wiceprzewodniczącym Komitetu Bezpieczeństwa Państwowego Republiki Białorusi (KDB), zaś w okresie 1998–2000 dyrektorem zarządu KDB ds. Mińska i obwodu mińskiego. Od 2005 do 2007 pełnił funkcję przewodniczącego KDB.
W sierpniu 2008 rozpoczął misję jako ambasador nadzwyczajny i pełnomocny w Armenii.
2 lutego 2011 roku znalazł się na liście pracowników organów administracji Białorusi, którzy za udział w domniemanych fałszerstwach i łamaniu praw człowieka w czasie wyborów prezydenckich w 2010 roku otrzymali zakaz wjazdu na terytorium Unii Europejskiej.
Żonaty, ma syna i córkę.
Posiada odznaczenia państwowe, w tym Gramota Pochwalna Zgromadzenia Narodowego Republiki Białorusi.